# Komboloï

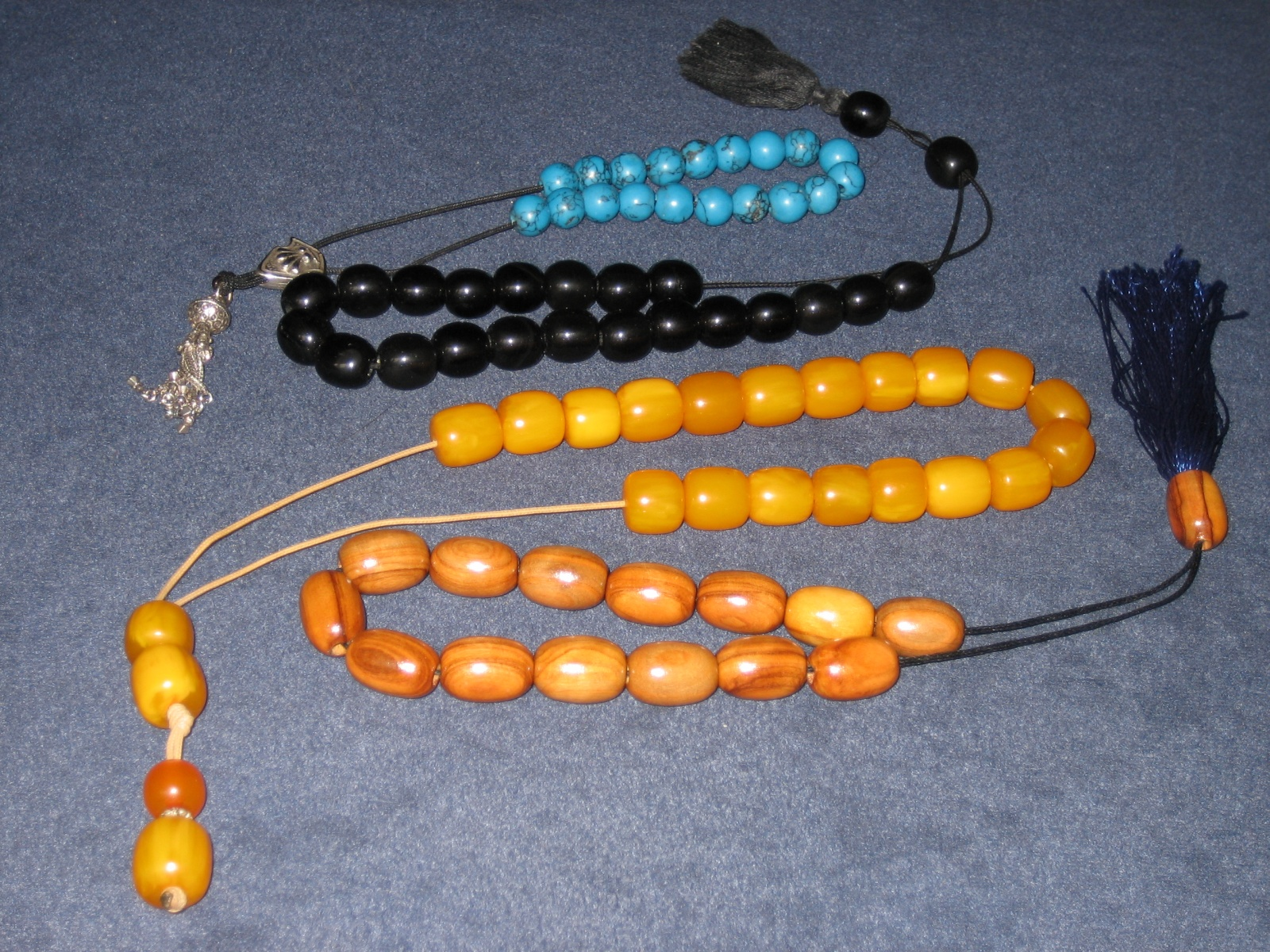
Quatre kombolóïs.

Le komboloï (en grec moderne : κομπολόι) est un objet ressemblant à un petit chapelet mais sans rapport (si ce n'est originel) à la religion, et ne servant pas à prier mais à se détendre ou s'occuper les mains.
Il est composé de perles en bois, en verre, en os, ou en un matériau précieux comme l'ambre ou l'argent, percées en leur centre et au travers desquelles passe un cordon dont les extrémités sont reliées par un nœud ; contrairement aux perles des chapelets catholiques, qui sont fixes, les perles des komboloïs sont mobiles et peuvent librement glisser le long du fil.
L'utilisateur déplace les perles, lentement, l'une après l'autre à l'aide de ses doigts, ou fait tourner rapidement le komboloï autour de ses doigts étendus, produisant alors un son régulier. C'est un objet du quotidien qui est utilisé essentiellement en Grèce ou à Chypre et presque exclusivement par des hommes, pour se relaxer ou pour passer le temps.

## Étymologie
Le mot komboloï (en grec moderne : κομπολόι) vient du grec ancien kóbos (κόμπος) signifiant nœud et -logio (-λόγιο) signifiant collection. Il est également supposé que le mot serait une brève évocation de la phrase proverbiale « σε κάθε κόμπο προσευχή λέω » qui signifie « pour chaque nœud, je dis une prière » (décrivant le mode de fonctionnement des chapelets) : κόμπο (nœud) + λέω (je dis), ce qui donnerait κόμπο-λέω : κομπολόι (komboloï).
Les komboloïs sont essentiellement vendus dans les kiosques en Grèce (Periptera). On les vend en même temps que les journaux, les cigarettes et les confiseries. Leur faible prix permet à leurs utilisateurs de les changer souvent dès qu'ils se brisent, mais les komboloïs en matériaux précieux sont également prisés.

## Usage
Traditionnellement, le porteur d'un komboloï le fait tourner sur ses doigts dans un sens puis dans l'autre de manière à ramener les boules au creux de la main. La sensation de toucher ces petites perles souvent douces l'une après l'autre est réputée détendre le corps et calmer l'esprit. Il existe plusieurs modes d'emploi du komboloï, dont les principaux sont décrits ci-dessous.

### Silencieux

Méthode discrète.

L'usage le plus courant du komboloï est la méthode calme, pour l'intérieur : l'usage sonore est plus recommandé dans les lieux publics.  Cette méthode commence à une extrémité du fil ou de la chaîne, à proximité de l'écusson (au niveau du nœud) : elle consiste à tirer le fil vers l'avant en utilisant le pouce et, à l'aide du côté de l'index, à toucher une perle.  Ensuite, le cordon est relâché afin que la perle tombe et atteigne l'écusson, du côté opposé.  Ceci est répété jusqu'à ce que toutes les perles aient basculé sur l'autre extrémité. Puis le cycle est recommencé.

### Sonore

Méthode « sonore ».

La seconde méthode, plus bruyante, consiste à diviser les perles en deux groupes. Sur l'une des extrémités, côté écusson est laissé un petit nombre de perles. À l'autre extrémité se trouve le reste des perles. Les deux côtés du fil (sans perles) sont passés entre l'index et le majeur. La main est positionnée de sorte qu'elle est face au torse. La main bascule vers le haut et vers l'avant afin que les perles se percutent en faisant du bruit. Les fils, retenus entre le pouce et le côté de l'index, sont ensuite basculés de nouveau entre l'index et le majeur. Cette opération est répétée en rythme, créant un bruit plus perceptible que lors de la méthode dite calme. Une autre méthode consiste à retenir l'ensemble des perles dans une main et à les faire glisser les unes contre les autres, en créant ainsi des sons de cliquet.

### Instrument de musique
Le komboloï peut être utilisé comme instrument de musique, qui rappelle le rebetiko. Le son est produit en utilisant un verre dont le rebord est frotté contre le komboloï, tenu par une des perles.

### Rituel
Dans certaines communautés grecques, la superstition veut que le mari, durant la nuit de noces, pratique un rituel komboloï consistant en de rapides mouvements avant et arrière de toutes les perles. Ceci est destiné à assurer l'épanouissement sexuel (en grec moderne : συνουσία, la synousía), durant la nuit de noces mais aussi lors des suivantes, au cours de la période de la lune de miel.

## Histoire et origine

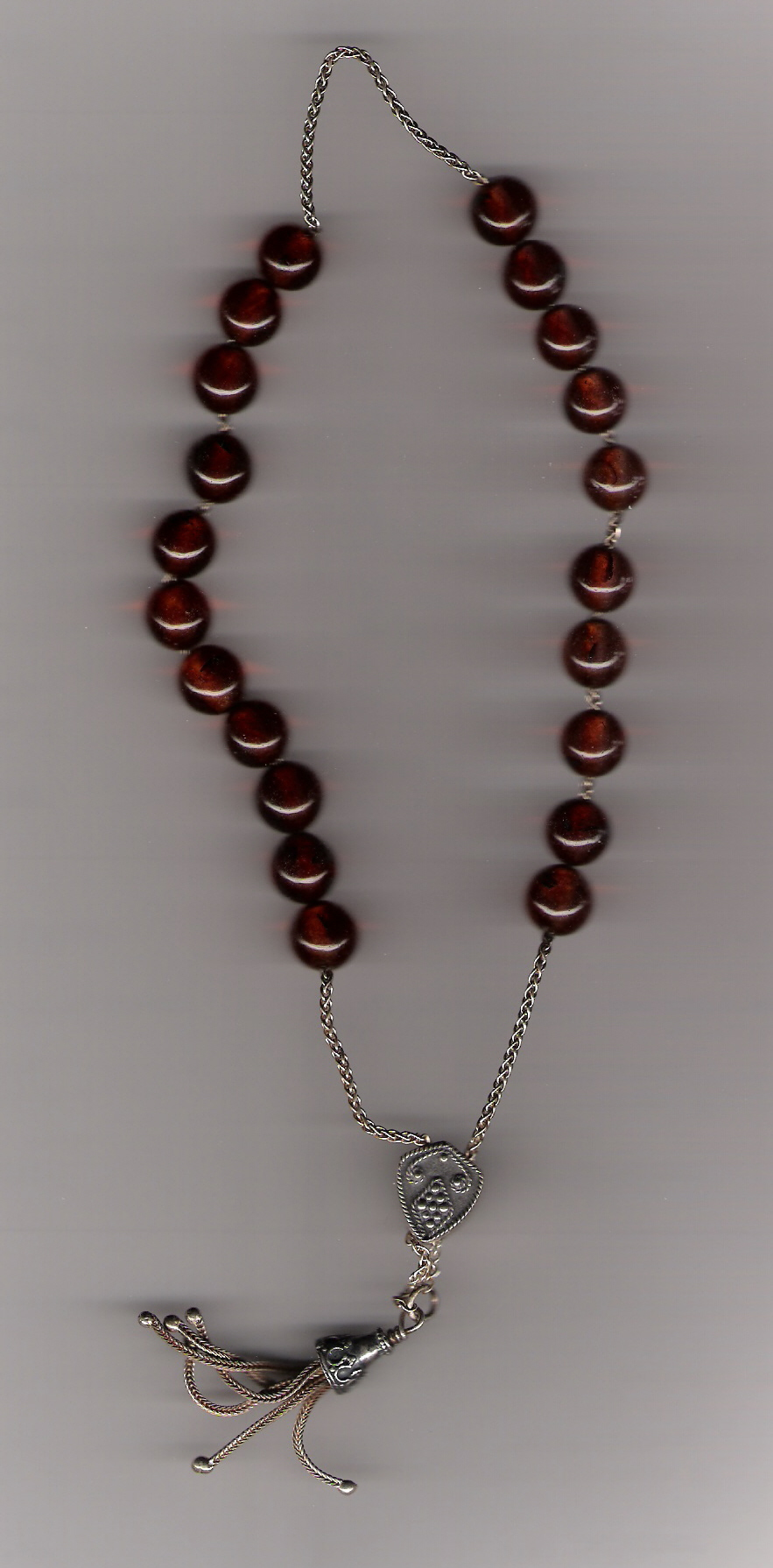
Komboloï à perles d'ambre.

De nombreuses perles ont été trouvées dans les tombes préhistoriques, sans qu'on puisse en connaître l'usage exact. L'étymologie du mot laisse penser qu'à l'origine il pourrait s'agir de nœuds formés sur une corde, nœuds remplacés ensuite par des perles.
Pour certains, le komboloï pourrait avoir pour origine des boules chinoises relaxantes, que les Grecs auraient simplifiées pour les rendre plus maniables. Les premiers komboloïs proviendraient de la Grèce du nord.
Selon une autre hypothèse, il serait dérivé du chapelet coranique, lequel dérive probablement du Mâlâ d'Extrême-Orient et d'Inde. Une hypothèse dérivée de celle-ci serait que certains Grecs s'en seraient procuré et les auraient utilisés de cette manière pour se moquer d'envahisseurs de religion musulmane. Mais cette hypothèse ne tient pas compte de l'ancienneté supposée du komboloï grec.
Cet objet, élément du folklore vivant, est presque devenu un fait culturel ou ethnologique en Grèce où l'on trouve à Nauplie un musée du Komboloï.

## Objets proches
Le begléri (μπεγλέρι) est une variété de komboloï comportant un nombre de boules moins important, parfois seulement deux ; les extrémités de la cordelette ne sont pas toujours nouées.